# John Wick
John Wick (eng. John Wick), američki akcijski triler iz 2014. godine kojeg su režirali David Leitch i Chad Stahelski, dok je scenarij napisao Derek Kolstad. U glavnim su ulogama Keanu Reeves, Bridget Moynahan,  Willem Dafoe i Ian McShane. Prvi je od filmova u serijalu.

## Radnja
John Wick (Keanu Reeves) je bivši plaćeni ubojica strašne i nemilosrdne reputacije poznat kao Baba Jaga. Nakon što je upoznao ženu svog života, oženio se i napustio svijet kriminala. Međutim, poslije određenog vremena preminula mu je supruga. Novu nadu je dobio u trenutku kada je primio posljednji poklon od svoje pokojne supruge, psića Daisy.
Kada mu sitni kriminalac Iosef Tarasof (Alfie Allen) ukrade Ford Mustang iz 1969. godine i tijekom krađe ubije psa kojeg mu je poklonila pokojna žena, John se odluči osvetiti. U jednom trenutku ruski mafijaš Viggo Tarasof (Michael Nyqvist) otkriva da je njegov sin Iosef opljačkao njegova bivšeg plaćenog ubojicu te nazove Wicka i predloži mu dogovor. Kada Wick odbije razgovor o mirnom rješavanju situacije Viggo ucijeni njegovu glavu. Posao eliminacije Wicka za veliku nagradu dobio je Marcus, nekadašnji kolega i prijatelj. U međuvremenu, Wick upada u noćni klub u kojem se nalazi Iosef pod zaštitom brojnih tjelohranitelja i savlada ih većinu, a Iosef mu umakne. Wick nastavlja svoj lov, a smještaj nalazi u fantastičnom hotelu za ubojice Continental u kojem je najvažnije pravilo da ne smije biti nikakvih obračuna unutar hotela. Hotel vodi Wickov stari poznanik Winston (Ian McShane)

## Uloge
- Keanu Reeves - John Wick; bivši plaćeni ubojica koji je napustio svijet kriminala u trenutku kada je upoznao svoju suprugu
- Bridget Moynahan - Helen Wick; Wickova supruga
- Willem Dafoe - Marcus; plaćeni ubojica i Wickov stari prijatelj
- Michael Nyqvist - Viggo Tarasov; moćni ruski mafijaš i nekadašnji Wickov poslodavac
- Alfie Allen - Iosef Tarasov; Viggov sin i sitni kriminalac
- Adrianne Palicki - gđica Perkins; plaćeni ubojica i bivša Wickova poznanica
- Dean Winters - Avi, Viggova desna ruka i suradnik
- Ian McShane - Winston; vlasnik hotela Continental i Wickov nekadašnji poznanik
- Lance Reddick - Charon; vratar ili recepcioner u hotelu Continental koji udovoljava zahtjevima svojih klijenata
- John Leguizamo - Aurelio; vlasnik auto servisa i Wickov prijatelj
- Daniel Bernhardt - Kirill; Viggov plaćenik

## Produkcija
Dne 7. svibnja 2013. godine Keanu Reeves je dodan popisu glumaca redateljskog debija Davida Leitcha i Chada Stahelskog; Reeves tumači naslovnu ulogu Johna Wicka, a film producira Thunder Road Pictures. Dne 12. rujna ekipi se priključio Willem Dafoe u ulozi negativca. Izabrano je još četiri glumaca: Adrianne Palicki, Alfie Allen, Dean Winters i Michael Nyqvist Dne 14. listopada pridružila im se Bridget Moynahan u ulozi Wickove supruge. Dne 15. listopada također im se pridružio Jason Isaacs, a 27. studenog Daniel Bernhardt.

### Snimanje
Snimanje je započelo 14. listopada 2013. u Mill Necku, mjestu u saveznoj državi New York. Dne 1. prosinca 2013. Reeves i Dafoe su snimili nekoliko scena u New York Cityju. Dne 19. prosinca Reeves je snimao scenu u četvrti Williamsburg u Brooklynu. Postprodukcija je počela u siječnju 2014. godine.

## Glazba
Glavnu glazbu u filmu stvorili su Tyler Bates i Joel J. Richard. Soundtrack filma je izdan u listopadu 2014. godine.

## Zarada
Film je zaradio 43 milijuna USD u Sjevernoj Americi i 45.7 milijuna USD širom svijeta, s ukupnom zaradom od 88,8 milijuna USD na budžet filma koji je iznosio između 20 i 30 milijuna USD.